# Hockey su ghiaccio ai XXIII Giochi olimpici invernali - Torneo femminile
Il torneo femminile di hockey su ghiaccio alle Olimpiadi invernali 2018 si è svolto a Pyeongchang, in Corea del Sud, dal 10 al 22 febbraio 2018.

## Qualificazioni
| Evento                        | Date                             | Luogo     | Partecipanti | Qualificate                                |
| ----------------------------- | -------------------------------- | --------- | ------------ | ------------------------------------------ |
| Paese ospitante               | 19 settembre 2014                |           | 1            | Corea unificata                            |
| Classifica mondiale IIHF 2016 | 7 dicembre 2012 – 10 aprile 2016 | Kamloops  | 5            | Stati Uniti Canada Finlandia Russia Svezia |
| Qualificazione - Gruppo C     | 9-12 febbraio 2017               | Arosa     | 1            | Svizzera                                   |
| Qualificazione - Gruppo D     | 9-12 febbraio 2017               | Tomakomai | 1            | Giappone                                   |
| Totale                        |                                  |           | 8            |                                            |

## Squadre partecipanti
| Gruppo A                                                  | Gruppo B                                 |
| --------------------------------------------------------- | ---------------------------------------- |
| Stati Uniti Canada Finlandia Atleti Olimpici dalla Russia | Svezia Svizzera Giappone Corea unificata |

## Fase a gironi

### Gruppo A
| Pos. | Nazionale                    | Pt | G | V | VOT | POT | P | GF | GS | DR  |
| ---- | ---------------------------- | -- | - | - | --- | --- | - | -- | -- | --- |
| 1.   | Canada                       | 9  | 3 | 3 | 0   | 0   | 0 | 11 | 2  | +9  |
| 2.   | Stati Uniti                  | 6  | 3 | 2 | 0   | 0   | 1 | 9  | 3  | +6  |
| 3.   | Finlandia                    | 3  | 3 | 1 | 0   | 0   | 2 | 7  | 8  | -1  |
| 4.   | Atleti Olimpici dalla Russia | 0  | 3 | 0 | 0   | 0   | 3 | 1  | 15 | -14 |

| Gangneung 11 febbraio 2018, ore 16:40 UTC+9 | Finlandia | 1 – 3 | Stati Uniti | Centro hockey di Kwandong |

| Gangneung 11 febbraio 2018, ore 21:10 UTC+9 | Canada | 5 – 0 | Atleti Olimpici dalla Russia | Centro hockey di Kwandong |

| Gangneung 13 febbraio 2018, ore 16:40 UTC+9 | Canada | 4 – 1 | Finlandia | Centro hockey di Kwandong |

| Gangneung 13 febbraio 2018, ore 21:10 UTC+9 | Stati Uniti | 5 – 0 | Atleti Olimpici dalla Russia | Centro hockey di Kwandong |

| Gangneung 15 febbraio 2018, ore 12:10 UTC+9 | Stati Uniti | 1 – 2 | Canada | Centro hockey di Kwandong |

| Gangneung 15 febbraio 2018, ore 16:40 UTC+9 | Atleti Olimpici dalla Russia | 1 – 5 | Finlandia | Centro hockey di Kwandong |

### Gruppo B
| Pos. | Nazionale       | Pt | G | V | VOT | POT | P | GF | GS | DR  |
| ---- | --------------- | -- | - | - | --- | --- | - | -- | -- | --- |
| 1.   | Svezia          | 9  | 3 | 3 | 0   | 0   | 0 | 13 | 2  | +11 |
| 2.   | Svizzera        | 6  | 3 | 2 | 0   | 0   | 1 | 11 | 3  | +8  |
| 3.   | Giappone        | 3  | 3 | 1 | 0   | 0   | 2 | 6  | 6  | 0   |
| 4.   | Corea unificata | 0  | 3 | 0 | 0   | 0   | 3 | 1  | 20 | -19 |

| Gangneung 10 febbraio 2018, ore 16:40 UTC+9 | Giappone | 1 – 2 | Svezia | Centro hockey di Kwandong |

| Gangneung 10 febbraio 2018, ore 21:10 UTC+9 | Svizzera | 8 – 0 | Corea unificata | Centro hockey di Kwandong |

| Gangneung 12 febbraio 2018, ore 16:40 UTC+9 | Svizzera | 3 – 1 | Giappone | Centro hockey di Kwandong |

| Gangneung 12 febbraio 2018, ore 21:10 UTC+9 | Svezia | 8 – 0 | Corea unificata | Centro hockey di Kwandong |

| Gangneung 14 febbraio 2018, ore 12:10 UTC+9 | Svezia | 1 – 2 | Svizzera | Centro hockey di Kwandong |

| Gangneung 14 febbraio 2018, ore 16:40 UTC+9 | Corea unificata | 1 – 4 | Giappone | Centro hockey di Kwandong |

## Fase a eliminazione diretta

### Tabellone
|  | Quarti di finale             | Quarti di finale             | Quarti di finale             |                              |           | Semifinali | Semifinali | Semifinali                   |                              |                 | Finale          | Finale          | Finale |  |
|  |                              |                              |                              |                              |           |            |            |                              |                              |                 |                 |                 |        |  |
|  |                              |                              |                              |                              |           | Canada     | Canada     | 5                            |                              |                 |                 |                 |        |  |
|  |                              |                              |                              |                              |           | Canada     | Canada     | 5                            |                              |                 |                 |                 |        |  |
|  |                              |                              | Atleti Olimpici dalla Russia | Atleti Olimpici dalla Russia | 0         |            |            |                              |                              |                 |                 |                 |        |  |
|  | Atleti Olimpici dalla Russia | Atleti Olimpici dalla Russia | Atleti Olimpici dalla Russia | Atleti Olimpici dalla Russia | 0         | 6          |            |                              |                              |                 |                 |                 |        |  |
|  | Atleti Olimpici dalla Russia | Atleti Olimpici dalla Russia |                              |                              |           |            |            |                              |                              |                 |                 |                 |        |  |
|  | Svizzera                     | Svizzera                     | 2                            |                              |           |            |            |                              |                              |                 |                 |                 |        |  |
|  | Svizzera                     | Svizzera                     | 2                            |                              | Canada    | Canada     | 2          |                              |                              |                 |                 |                 |        |  |
|  |                              |                              |                              |                              |           |            |            |                              |                              |                 |                 |                 |        |  |
|  |                              |                              | Stati Uniti                  | Stati Uniti                  | 3         |            |            |                              |                              |                 |                 |                 |        |  |
|  | Finlandia                    | Finlandia                    | Stati Uniti                  | Stati Uniti                  | 3         | 7          |            |                              |                              |                 |                 |                 |        |  |
|  | Finlandia                    | Finlandia                    |                              |                              |           | 7          |            |                              |                              |                 |                 |                 |        |  |
|  | Svezia                       | Svezia                       | 2                            |                              |           |            |            |                              |                              |                 |                 |                 |        |  |
|  | Svezia                       | Svezia                       | 2                            |                              | Finlandia | Finlandia  | 0          |                              |                              | Finale 3º posto | Finale 3º posto | Finale 3º posto |        |  |
|  |                              |                              |                              |                              | Finlandia | Finlandia  | 0          |                              |                              |                 |                 |                 |        |  |
|  |                              |                              | Stati Uniti                  | Stati Uniti                  | 5         |            |            |                              |                              |                 |                 |                 |        |  |
|  |                              |                              |                              | Stati Uniti                  | 5         |            |            | Atleti Olimpici dalla Russia | Atleti Olimpici dalla Russia | 2               |                 |                 |        |  |
|  |                              |                              |                              |                              |           |            |            | Atleti Olimpici dalla Russia | Atleti Olimpici dalla Russia | 2               |                 |                 |        |  |
|  |                              |                              |                              |                              |           | Finlandia  | Finlandia  | 3                            |                              |                 |                 |                 |        |  |

### Tabellone 5º/8º posto
|  | Semifinali 5º-8º posto | Semifinali 5º-8º posto | Semifinali 5º-8º posto |          |          | Finale 5º posto | Finale 5º posto | Finale 5º posto |  |
|  |                        |                        |                        |          |          |                 |                 |                 |  |
|  | Svezia                 | Svezia                 | 1                      |          |          |                 |                 |                 |  |
|  | Svezia                 | Svezia                 | 1                      |          |          |                 |                 |                 |  |
|  | Giappone               | Giappone               | 2                      |          |          |                 |                 |                 |  |
|  | Giappone               | Giappone               | 2                      |          | Giappone | Giappone        | 0               |                 |  |
|  |                        |                        |                        |          | Giappone | Giappone        | 0               |                 |  |
|  |                        |                        | Svizzera               | Svizzera | 1        |                 |                 |                 |  |
|  | Svizzera               | Svizzera               | Svizzera               | Svizzera | 1        | 2               |                 |                 |  |
|  | Svizzera               | Svizzera               |                        |          |          | 2               |                 |                 |  |
|  | Corea unificata        | Corea unificata        | 0                      |          |          | Finale 7º posto | Finale 7º posto | Finale 7º posto |  |
|  | Corea unificata        | Corea unificata        | 0                      |          |          |                 |                 |                 |  |
|  |                        |                        |                        |          |          |                 |                 |                 |  |
|  |                        |                        |                        |          |          | Svezia          | Svezia          | 6               |  |
|  |                        |                        |                        |          |          | Svezia          | Svezia          | 6               |  |
|  |                        |                        |                        |          |          | Corea unificata | Corea unificata | 1               |  |

### Quarti di finale
| Gangneung 17 febbraio 2018, ore 12:10 UTC+9 | Atleti Olimpici dalla Russia | 6 – 2 | Svizzera | Centro hockey di Kwandong |

| Gangneung 17 febbraio 2018, ore 16:40 UTC+9 | Finlandia | 7 – 2 | Svezia | Centro hockey di Kwandong |

### Semifinali 5º/8º posto
| Gangneung 18 febbraio 2018, ore 12:10 UTC+9 | Svizzera | 2 – 0 | Corea unificata | Centro hockey di Kwandong |

| Gangneung 18 febbraio 2018, ore 16:40 UTC+9 | Svezia | 1 – 2 | Giappone | Centro hockey di Kwandong |

### Semifinali
| Gangneung 19 febbraio 2018, ore 13:10 UTC+9 | Stati Uniti | 5 – 0 | Finlandia | Centro hockey di Kwandong |

| Gangneung 19 febbraio 2018, ore 21:10 UTC+9 | Canada | 5 – 0 | Atleti Olimpici dalla Russia | Centro hockey di Kwandong |

### Finale 7º posto
| Gangneung 20 febbraio 2018, ore 12:10 UTC+9 | Svezia | 6 – 1 | Corea unificata | Centro hockey di Kwandong |

### Finale 5º posto
| Gangneung 20 febbraio 2018, ore 16:40 UTC+9 | Svizzera | 1 – 0 | Giappone | Centro hockey di Kwandong |

### Finale 3º posto
| Gangneung 21 febbraio 2018, ore 16:40 UTC+9 | Finlandia | 3 – 2 | Atleti Olimpici dalla Russia | Centro hockey di Kwandong |

### Finale
| Gangneung 22 febbraio 2018, ore 13:10 UTC+9 | Canada | 2 – 3 | Stati Uniti | Centro hockey di Gangneung |

## Classifica finale
| Pos | Squadra                      |
| --- | ---------------------------- |
|     | Stati Uniti                  |
|     | Canada                       |
|     | Finlandia                    |
| 4   | Atleti Olimpici dalla Russia |
| 5   | Svizzera                     |
| 6   | Giappone                     |
| 7   | Svezia                       |
| 8   | Corea unificata              |